# SK Boršice
SK Boršice je český fotbalový klub z Boršic na Uherskohradišťsku, který byl založen v roce 1933. Od sezóny 2011/2012 hraje Přebor Zlínského kraje (5. nejvyšší soutěž).

## Historie
Klub byl založen v roce 1933 a působil v okresních soutěžích. V ročníku 1994/95 se mužům TJ Sokol Boršice u Buchlovic podařilo vyhrát III. třídu (okresní soutěž). V ročníku 1996/1997 postoupili muži TJ Sokol Boršice z 2. místa okresního přeboru do krajské I. B třídy. Ihned v následující sezóně mužstvo Boršic překvapivě postoupilo o třídu výš. V ročníku 2001/2002 se mužům Boršic podařilo I. A třídu (sk. B) vyhrát a klubový výbor rozhodl o postupu do krajského přeboru. V sezóně 2004/2005 mužstvo Boršic sestoupilo. V sezóně 2010/2011 se Boršice vrátily do nejvyšší krajské soutěže, v níž hrají dosud.

## Umístění v jednotlivých sezonách
Stručný přehled
- 1994–1997: Okresní soutěž Uherskohradišťska
- 1997–1998: I. B třída Středomoravské župy – sk. B
- 1998–2002: I. A třída Středomoravské župy – sk. B
- 2002–2005: Přebor Zlínského kraje
- 2005–2011: I. A třída Středomoravské župy – sk. B
- 2011–: Přebor Zlínského kraje

Jednotlivé ročníky
Legenda: Z – zápasy, V – výhry, R – remízy, P – porážky, VG – vstřelené góly, OG – obdržené góly, +/− – rozdíl skóre, B – body, červené podbarvení – sestup, zelené podbarvení – postup, fialové podbarvení – reorganizace, změna skupiny či soutěže
| Česko (1994 – ) |                                        |        |     |     |       |     |     |     |     |     |        |
| Sezóny          | Liga                                   | Úroveň | Z   | V   | R     | P   | VG  | OG  | +/− | B   | Pozice |
| 1994/95         | Okresní soutěž Uherskohradišťska       | 9      | ... | ... | ...   | ... | ... | ... | ... | ... | 1.     |
| 1995/1996       | Okresní přebor Uherskohradišťska       | 8      | 26  | 9   | 9     | 8   | 54  | 42  | +12 | 36  | 8.     |
| 1996/1997       | Okresní přebor Uherskohradišťska       | 8      | 26  | 14  | 7     | 5   | 63  | 28  | +35 | 49  | 2.     |
| 1997/1998       | I. B třída Středomoravské župy – sk. B | 7      | 26  | 20  | 1     | 5   | 84  | 27  | +57 | 61  | 1.     |
| 1998/1999       | I. A třída Středomoravské župy – sk. B | 6      | 26  | 12  | 4     | 10  | 43  | 34  | +9  | 40  | 6.     |
| 1999/2000       | I. A třída Středomoravské župy – sk. B | 6      | ... | ... | ...   | ... | ... | ... | ... | ... |        |
| 2000/2001       | I. A třída Středomoravské župy – sk. B | 6      | 26  | 12  | 4     | 10  | 45  | 38  | +7  | 28  | 4.     |
| 2001/2002       | I. A třída Středomoravské župy – sk. B | 6      | 26  | 15  | 9     | 2   | 46  | 24  | +22 | 54  | 1.     |
| 2002/2003       | Přebor Zlínského kraje                 | 5      | 30  | 11  | 6     | 13  | 40  | 50  | −10 | 39  | 11.    |
| 2003/2004       | Přebor Zlínského kraje                 | 5      | 30  | 13  | 6     | 11  | 72  | 50  | +22 | 45  | 7.     |
| 2004/2005       | Přebor Zlínského kraje                 | 5      | 30  | 2   | 2     | 26  | 28  | 116 | −88 | 8   | 16.    |
| 2005/2006       | I. A třída Zlínského kraje – sk. B     | 6      | 26  | 14  | 3     | 9   | 59  | 39  | +20 | 45  | 4.     |
| 2006/2007       | I. A třída Zlínského kraje – sk. B     | 6      | 26  | 14  | 8     | 4   | 57  | 28  | +29 | 50  | 1.     |
| 2007/2008       | I. A třída Zlínského kraje – sk. B     | 6      | 26  | 14  | 5     | 7   | 58  | 31  | +27 | 47  | 3.     |
| 2008/2009       | I. A třída Zlínského kraje – sk. B     | 6      | 26  | 16  | 5     | 5   | 56  | 40  | +16 | 53  | 2.     |
| 2009/2010       | I. A třída Zlínského kraje – sk. B     | 6      | 26  | 15  | 5     | 6   | 51  | 31  | +20 | 50  | 2.     |
| 2010/2011       | I. A třída Zlínského kraje – sk. B     | 6      | 24  | 19  | 3     | 2   | 77  | 19  | +58 | 60  | 1.     |
| 2011/2012       | Přebor Zlínského kraje                 | 5      | 30  | 17  | 5     | 8   | 69  | 35  | +34 | 56  | 2.     |
| 2012/2013       | Přebor Zlínského kraje                 | 5      | 26  | 16  | 4     | 6   | 61  | 35  | +26 | 52  | 2.     |
| 2013/2014       | Přebor Zlínského kraje                 | 5      | 26  | 17  | 3     | 6   | 57  | 30  | +27 | 54  | 2.     |
| 2014/2015       | Přebor Zlínského kraje                 | 5      | 26  | 17  | 4 / 0 | 5   | 64  | 35  | +29 | 59  | 2.     |
| 2015/2016       | Přebor Zlínského kraje                 | 5      | 26  | 10  | 1 / 4 | 11  | 53  | 47  | +6  | 36  | 8.     |
| 2016/2017       | Přebor Zlínského kraje                 | 5      | 26  | 9   | 1 / 3 | 13  | 39  | 67  | −28 | 29  | 11.    |
| 2017/2018       | Přebor Zlínského kraje                 | 5      | 26  | 9   | 2 / 2 | 13  | 37  | 52  | −15 | 33  | 11.    |
| 2018/2019       | Přebor Zlínského kraje                 | 5      | 26  | 4   | 2 / 1 | 19  | 28  | 120 | −92 | 17  | 13.    |
| ** 2019/2020    | Přebor Zlínského kraje                 | 5      | 13  | 5   | 2 / 0 | 6   | 25  | 31  | -6  | 19  | 7.     |
| ** 2020/2021    | Přebor Zlínského kraje                 | 5      | 9   | 2   | 1     | 7   | 14  | 28  | -14 | 5   | 14.    |
| 2021/2022       | Přebor Zlínského kraje                 | 5      | 26  | 13  | 4     | 9   | 45  | 47  | -2  | 43  | 4.     |
| 2022/2023       | Přebor Zlínského kraje                 | 5      | 26  | 5   | 4     | 17  | 31  | 65  | -34 | 19  | 12.    |
| 2023/2024       | Přebor Zlínského kraje                 | 5      | 26  | 7   | 6     | 13  | 34  | 47  | -13 | 27  | 11.    |
| 2024/2025       | Přebor Zlínského kraje                 | 5      | 26  | 11  | 2     | 13  | 36  | 60  | -24 | 35  | 8.     |

Poznámky:
- 2014/2015: Od sezóny 2014/15 se hraje ve Zlínském kraji tímto způsobem: Pokud zápas skončí nerozhodně, kope se penaltový rozstřel. Jeho vítěz bere 2 body, poražený pak jeden bod. Za výhru po 90 minutách jsou 3 body, za prohru po 90 minutách není žádný bod.
- 2016/2017: Boršicím byly odečteny 3 body.
- Od sezóny 2021/2022 zrušen penaltový roztřel za nerozhodnutého stavu. Oba týmy tedy berou 1 bod bez možnosti získat bod druhý.

**= sezona předčasně ukončena z důvodu pandemie covidu-19

## Známí hráči a odchovanci
- Petr Drobisz
- Václav Činčala
- Vít Valenta
- Petr Filipský
- Pavel Cigoš